# Alexander von Falkenhausen

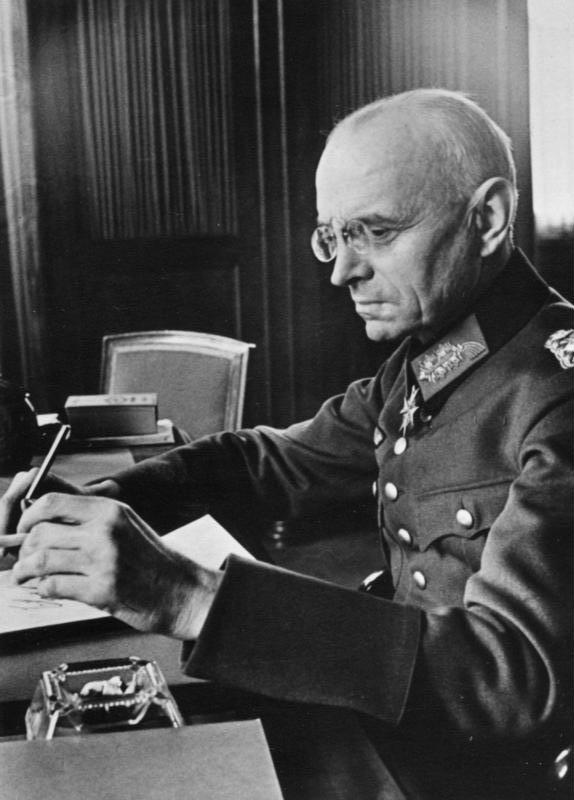
Alexander von Falkenhausen (1940)

Ernst Alexander Alfred Herrmann Freiherr von Falkenhausen (Blumenthal (Silezië), 29 oktober 1878 – Nassau (Rijnland-Palts), 31 juli 1966) was een Duits militair. Hij bereikte de rang van generaal der Infanterie.

## Biografie
Von Falkenhausen werd vooral bekend als bevelhebber van het Duitse militaire bestuur van mei 1940 tot juli 1944 van België en Noord-Frankrijk. Van 20 tot 29 mei 1940 was hij dit eerst voor Nederland, maar na die enkele dagen werd het militair bestuur vervangen door een civiel bestuur onder leiding van een rijkscommissaris, Arthur Seyss-Inquart.
Hij was een neef (oomzegger) van Ludwig von Falkenhausen, de bevelhebber over het bezette België in de Eerste Wereldoorlog. Zelf vocht hij mee in de Bokseropstand en vocht in de Eerste Wereldoorlog aan het oost- en het westfront en in Palestina. Hij was een groot liefhebber van Aziatische culturen. Op 31 januari 1930 werd hij op rust gesteld.
In april 1934 werd hij militair adviseur van Chiang Kai-shek in China in de periode van de Sino-Duitse samenwerking, en hielp samen met Hans von Seeckt het Chinese leger en de Chinese economie hervormen. In 1937 koos Duitsland openlijk de zijde van Japan en moest Falkenhausen terugkeren naar Duitsland. Dit deed hij pas toen zijn superieuren dreigden zijn familie te straffen voor diens 'hoogverraad'. In een afscheidsdiner met Chiang Kai-shek beloofde hij te zorgen dat geen enkel geheim aan Japan zou worden doorgespeeld.
Toen de Tweede Wereldoorlog uitbrak werd hij terug opgeroepen op 25 augustus 1939. Als militair bevelhebber van België en Noord-Frankrijk bracht Falkenhausen een aantal anti-Joodse decreten uit en werden in zijn naam zeer veel Belgen gedwongen tewerkgesteld. Zijn maatregelen leidden tot werkloosheid onder Joden in België, waarna zeer velen gedeporteerd werden naar kampen in Noord-Frankrijk of de Duitse dodenkampen in bezet Polen. Hij verordende de executie van 240 Belgische burgerlijke gijzelaars tijdens de oorlogsjaren.
Op 15 juli 1944, toen de geallieerden op het punt stonden België te bereiken, werd hij uit zijn commandofunctie ontheven en moest hij plaats maken voor een civiel bestuur van nazigetrouwen. Hij werd enkele dagen later verdacht betrokken te zijn bij het militaire complot tegen Adolf Hitler van de Wehrmacht op 20 juli 1944, dat mislukte. Er waren geen bewijzen en hij werd niet veroordeeld noch terechtgesteld. Wel werd hij opgesloten in de 'prominentenbarakken' van Buchenwald en vervolgens van Dachau. Op 24 april 1945 werd hij samen met 138 andere prominenten geëvacueerd naar Niederdorf (Zuid-Tirol) en er begin mei bevrijd door de geallieerden. Hij bleef in krijgsgevangenschap.

## Na de oorlog
In 1948 werd hij uitgeleverd aan België. Hij stond terecht in Brussel waar hij op 9 maart 1951 werd veroordeeld tot twaalf jaar dwangarbeid wegens zijn rol in de deportatie van Joden (waarvan de meeste niet de Belgische nationaliteit hadden). De veroordeling was mild omdat er bewijzen waren dat hij had geprobeerd zo veel mogelijk (Belgische) Joden en Belgen te redden van deportatie en executie. Hij werd enkele dagen na de veroordeling vrijgelaten op basis van de Wet-Lejeune (een derde van de straf uitgezeten tijdens de voorhechtenis) en naar Duitsland uitgewezen. Alvorens de grens over te steken, schreef hij in het Belgische douanekantoor in het klachtenboek: Ingrata Belgica, non possidebis ossa mea. (Ondankbaar België, jullie zullen mijn knoken niet behouden)
Zijn eerste vrouw, met wie hij sinds 1904 in een kinderloos huwelijk had geleefd, stierf in 1950. In 1960 huwde hij met de Belgische Cécile Vent (1906-1977), die tijdens de oorlog in het verzet actie voerde als hoofd van de sector Verviers van het inlichtingennetwerk Tégal. Hij had haar leren kennen tijdens zijn gevangenschap.
Generaal von Falkenhausen droeg de Orde Pour le Mérite en de Huisorde en Orde van Verdienste van Hertog Peter Friedrich Ludwig van Oldenburg. Op zijn 72e verjaardag in 1950 kreeg hij van Chiang Kai-shek een miljoen dollar en een brief waarin hij 'vriend van China' genoemd werd.

## Militaire loopbaan
- General der Infanterie z.V.: 1 september 1940[2]
- Charakter van een General der Infanterie[2]
- Generalleutnant: 1 oktober 1929[2]
- Generalmajor: 1 april 1928[2]
- Oberst: 1 april 1924[2]
- Oberstleutnant: 18 december 1920[2]
- Turkse Oberstleutnant: 27 juni 1916[2]
- Major: 22 maart 1915[2]
- Hauptmann: 22 maart 1910[2]
- Charakter van een Hauptmann: 19 november 1909[2]
- Oberleutnant: 1 januari 1899
- Sekondeleutnant: 13 maart 1897[2] (Hernoemd in Leutnant[2])

## Decoraties
- Pour le Mérite[3] op 7 mei 1918 als Major en Chef des Generalstabs der 7. türk. Armee[4][2]
- Ridder in de Kroonorde (Pruisen) met Zwaarden[5][4]
- Ridder in de Frederiks-Orde met Zwaarden[5]
- IJzeren Kruis 1914, 1e klasse en 2e klasse[5][4][3]
- Ridderkruis in de Huisorde van Hohenzollern met Zwaarden[5][4]
- Hospitaalorde van Sint-Jan (balije Brandenburg)[5][4]
  - Ereridder
  - Rechtsridder
- Onderscheiding voor Trouwe Dienst (Pruisen)[5][4][6]
- Orde van Militaire Verdienste (Beieren), 3e Klasse met Zwaarden[5][4]
- Orde van Militaire Verdienste (Beieren), 4e Klasse[4]
- Ridderkruis in de Kroonorde (Württemberg) met Zwaarden[5][4]
- Ridder, 1e Klasse in de Huisorde en Orde van Verdienste van Hertog Peter Friedrich Ludwig met Zwaarden en Lauwerkrans[5][4]
- Friedrich August-Kruis, 1e klasse en 2e klasse[5][4]
- Hanseatenkruis van Hamburg[5][4]
- Ridder, 3e Klasse in de Orde van de IJzeren Kroon (Oostenrijk) met Oorlogsdecoratie[5][4]
- Kruis voor Militaire Verdienste (Oostenrijk-Hongarije), 3e klasse met Oorlogsdecoratie[5][4]
- Orde van Osmanie, 3e Klasse met Sabel[5][4]
- Orde van Mejidie, 2e Klasse met Zwaarden[5][4]
- Medaille van de Orde van de Eer in zilver met Sabel[5][4]
- Liyakat Medaille in goud met Sabel[5][4]
- IJzeren Halve Maan[5]
- Dienstonderscheiding van Leger en Marine (Duitsland) (25 dienstjaren)[3]
- Kruis voor Oorlogsverdienste, 1e Klasse (1939[3]) en 2e Klasse (1939[3]) met Zwaarden[5][4]
- Duitse Kruis in zilver op 20 april 1943 als General der Infanterie z.V. en Militärbefehlshaber van België en Noord-Frankrijk[5][2][3][4]
- Erekruis voor Frontstrijders in de Wereldoorlog[4][3][2]
- Algemeen Ereteken (Hessen-Darmstadt) "Moed, voor Dapperheid"[4]

## Geschriften
- Was ich dachte und was ich tat. In: Die Zeit, Nr. 17/1950
- De memoires van von Falkenhausen worden bewaard in het Bundesarchiv (Abteilung Militärarchiv) in Freiburg. Slechts een deel ervan is gepubliceerd in : General Alexander von Falkenhausen: Mémoires d’outre-guerre (extraits). Comment j’ai gouverné la Belgique de 1940 à 1944. Textes presentés par Jo Gérard, Bruxelles: Éd. Arts et Voyages, Lucien De Meyer éditeur, 1974, 322 p. + 16 p. illustraties.